# Comuna Borod, Bihor
Borod (maghiară Nagybáród) este o comună în județul Bihor, Crișana, România, formată din satele Borod (reședința), Borozel, Cetea, Cornițel, Șerani și Valea Mare de Criș.

## Demografie
Componența etnică a comunei Borod
     Români (81,64%)
     Slovaci (9,57%)
     Romi (5,8%)
     Alte etnii (0,43%)
     Necunoscută (2,57%)
Componența confesională a comunei Borod
     Ortodocși (74%)
     Romano-catolici (10,45%)
     Penticostali (9,67%)
     Baptiști (1,5%)
     Greco-catolici (1,18%)
     Alte religii (0,35%)
     Necunoscută (2,86%)
Conform recensământului efectuat în 2021, populația comunei Borod se ridică la 3.742 de locuitori, în scădere față de recensământul anterior din 2011, când fuseseră înregistrați 3.843 de locuitori. Majoritatea locuitorilor sunt români (81,64%), cu minorități de slovaci (9,57%) și romi (5,8%), iar pentru 2,57% nu se cunoaște apartenența etnică. Din punct de vedere confesional, majoritatea locuitorilor sunt ortodocși (74%), cu minorități de romano-catolici (10,45%), penticostali (9,67%), baptiști (1,5%) și greco-catolici (1,18%), iar pentru 2,86% nu se cunoaște apartenența confesională.

## Politică și administrație
Comuna Borod este administrată de un primar și un consiliu local compus din 13 consilieri. Primarul, Sorin Petru Sarca[*], de la Partidul Social Democrat, este în funcție din 2004. Începând cu alegerile locale din 2024, consiliul local are următoarea componență pe partide politice:
|  | Partid                                                  | Consilieri | Componența Consiliului | Componența Consiliului | Componența Consiliului | Componența Consiliului | Componența Consiliului | Componența Consiliului | Componența Consiliului | Componența Consiliului | Componența Consiliului |
|  | ------------------------------------------------------- | ---------- | ---------------------- | ---------------------- | ---------------------- | ---------------------- | ---------------------- | ---------------------- | ---------------------- | ---------------------- | ---------------------- |
|  | Partidul Social Democrat                                | 9          |                        |                        |                        |                        |                        |                        |                        |                        |                        |
|  | Partidul Național Liberal                               | 3          |                        |                        |                        |                        |                        |                        |                        |                        |                        |
|  | Uniunea Democratică a Slovacilor și Cehilor din România | 1          |                        |                        |                        |                        |                        |                        |                        |                        |                        |

## Atracții turistice
- Rezervația naturală „Locul fosilifer de la Cornițel” (0,01 ha)
- Muntele Șes - sit de importanță comunitară inclus în rețeaua ecologică europeană Natura 2000 în România.

## Personalități născute aici
- Gabriel Țepelea (1916 - 2012), om de cultură, politician, membru PNȚCD, membru de onoare al Academiei Române.